# Santa Rita do Pontal
Santa Rita do Pontal é um povoado (aglomerado rural) do município brasileiro de Euclides da Cunha Paulista, no interior do estado de São Paulo.

## História

### Origem
O povoado foi fundado em terras da Fazenda Santa Rita do Pontal, no município de Teodoro Sampaio, daí a origem do seu nome. Com a emancipação de Euclides da Cunha Paulista em 1993 passou a pertencer a esse município.

### Formação administrativa
- Pedido para criação do distrito através de processo que deu entrada na Assembléia Legislativa do Estado de São Paulo no ano de 1968, mas o processo foi arquivado[4].

## Geografia

### Demografia

#### População urbana
| Crescimento população urbana | Crescimento população urbana | Crescimento população urbana | Crescimento população urbana |
| Censo                        | Pop.                         |                              | %±                           |
| ---------------------------- | ---------------------------- | ---------------------------- | ---------------------------- |
| 1991                         | 272                          |                              | —                            |
| 2000                         | 237                          |                              | −12,9%                       |
| 2010                         | 177                          |                              | −25,3%                       |
| Fonte: IBGE e Fundação SEADE |                              |                              |                              |

Até o Censo 2010 (IBGE) Santa Rita do Pontal era classificado pelo IBGE como aglomerado rural.

### Rodovias
O principal acesso ao povoado é a estrada vicinal (sem asfalto) Euclides da Cunha Paulista - Santa Rita do Pontal.

### Hidrografia
- Rio Paranapanema

## Serviços públicos

### Educação
- EMEIF Bairro Santa Rita do Pontal[7]

### Saneamento
O serviço de abastecimento de água é feito pela Companhia de Saneamento Básico do Estado de São Paulo (SABESP).

### Energia
A responsável pelo abastecimento de energia elétrica é a Neoenergia Elektro, antiga CESP.

## Religião
O Cristianismo se faz presente no povoado da seguinte forma:

### Igreja Católica
- A igreja faz parte da Diocese de Presidente Prudente[13].

### Igrejas Evangélicas
- Assembleia de Deus - O povoado possui uma congregação da Assembleia de Deus Ministério do Belém[14].
- Congregação Cristã no Brasil[15].